# Plaketa
Plaketa je obvykle čtvercová destička z kovu nebo jiného materiálu, jednostranně zdobená reliéfem. Podobně jako medaile může sloužit jako vyznamenání, odměna nebo upomínka.